# Минодора, Митрадора и Нимфодора
Минодора, Митрадора и Нимфодора су ранохришћанске мученице и светитељке из 4. века.
Биле су рођене сестре, рођене у римској провинцији Битинији у Малој Азији. Као младе хришћанке, повукле су се у пустињу где су живеле испосничким животом. кнез Фронтон и довуче их на суд. Све три су страдале за време прогона хришћана од стране цара Максимијана Галерија у периоду 305—311. године.
Правосолавна црква их 10. септембра прославља по јулијанском календару.